# Kongsbergia paterna
Kongsbergia paterna är en kvalsterart som beskrevs av Herbert Habeeb 1957. Kongsbergia paterna ingår i släktet Kongsbergia och familjen Aturidae. Inga underarter finns listade i Catalogue of Life.